# Mount-Wilson-Observatorium

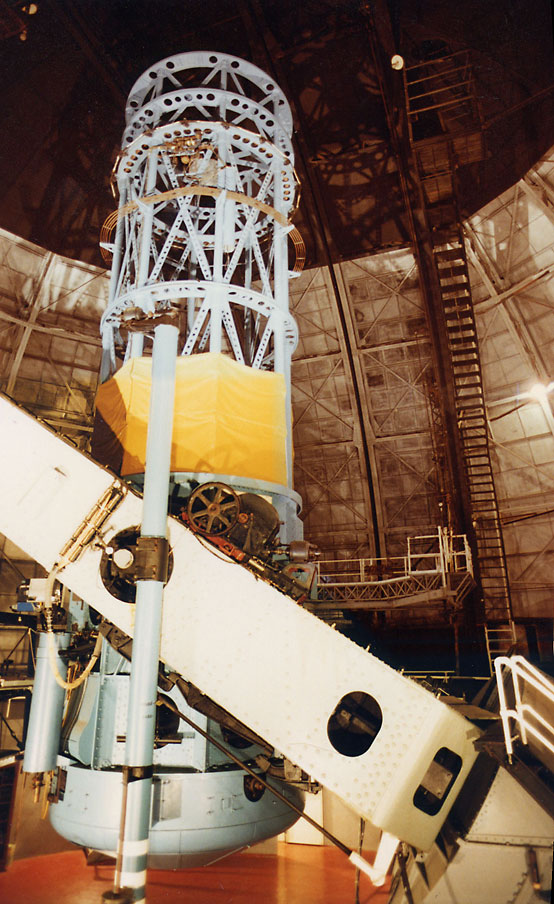
Der Hooker-Spiegel am Mount-Wilson-Observatorium

Das Mount-Wilson-Observatorium ist mit einem Alter von über 100 Jahren eines der ältesten und erfolgreichsten Observatorien der Erde. Es befindet sich auf dem Mount Wilson  auf einer Höhe von 1742 m in den San Gabriel Mountains im US-Bundesstaat Kalifornien, nordöstlich von Los Angeles.
Mit dem 1917 installierten 2,5-Meter-Spiegel besaß es 30 Jahre lang das größte Spiegelteleskop der Welt. Sein wichtigster Forschungsbeitrag war der Nachweis, dass die Galaxien „Weltinseln“ wie unsere Milchstraße sind und dass das gesamte Weltall expandiert.

## Geschichte

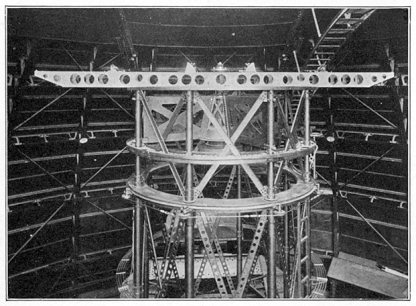
Michelsons 20 ft. Stellar Interferometer, montiert auf dem Hooker-Teleskop, 1920

Das Observatorium wurde im Dezember 1904 von George Ellery Hale gegründet. Ursprünglich war es als ein wissenschaftliches Vorhaben der Carnegie Institution of Washington geplant. Hale brachte das Snow Solar Telescope vom Yerkes-Observatorium in Süd-Wisconsin in die sonnigeren und stabileren Wetterverhältnisse des Mount Wilson, um seine Studien an der Sonne fortzusetzen. Er begann mit einer kleinen Gruppe von Yerkes-Wissenschaftlern und -Ingenieuren, die ihn begleiteten. 
Ende 1949 nahmen Astronomen der Carnegie Institution den Vollzeitbetrieb auf. Ab 1969 wurden das vom Caltech betreute Palomar-Observatorium und das Mount-Wilson-Observatorium – trotz verschiedener wissenschaftlicher Leitungen – zu Ehren ihres Gründers gemeinsam als Hale Observatories betrieben, ehe im Jahr 1980 auch die Verwaltung voneinander getrennt wurde.
In den folgenden Jahren wurde das Observatorium zu einer der führenden astronomischen Forschungseinrichtungen der Erde. Während der ersten Hälfte des 20. Jahrhunderts war das Observatorium nacheinander der Standort der zwei größten Teleskope der Erde sowie zwei der leistungsfähigsten Einrichtungen zum Studium der Sonne.
Durch die 1,54-Meter (60-Zoll)- und 2,54-Meter (100-Zoll)-Teleskope (letzteres auch Hooker-Reflektor genannt) zum Beobachten des Nachthimmels sowie die 18,3 und 45,7 Meter hohen Sonnenturmteleskope gelangen verschiedene Entdeckungen und Nachweise:
- der Nachweis, dass die Sonne nicht im Zentrum der Milchstraße steht (Harlow Shapley)
- die Bestimmung der Entfernung der Galaxien und damit der Beweis, dass zahllose Galaxien außer der Milchstraße existieren (Edwin Hubble)
- die Existenz des Magnetfeldes der Sonne und seine Schlüsselrolle bei der Sonnenaktivität
- die Bewegungsrichtungen der Galaxien, die auf den Ursprung des Urknalls hindeuten (Hubble)
- die Existenz großer Anzahlen von Sternen aller Altersklassen in unserer Galaxie

In dem Observatorium wurde auch die Sterninterferometrie entwickelt, durch die Albert A. Michelson um 1920 den Durchmesser von Roten Riesen maß.
Es war Frauen Jahrzehnte lang nicht erlaubt, das Mount-Wilson-Observatorium zu benutzen. So wurde die für den Nobelpreis nominierte Margaret Burbidge 1947 für ein Postgraduiertenprogramm abgelehnt, weil die Arbeit mit Besuchen des Observatoriums verbunden gewesen wäre.
Das seit 1917 auf dem Mount Wilson stehende 2,54-Meter-Teleskop (100 Zoll) war von 1985 bis 1992 stillgelegt. Gründe dafür waren ein zu kleines Finanzbudget sowie die Überlegung, durch technische Neuerungen die Bedienung zu vereinfachen. Für das ab 1928 von Hale geplante, noch größere 200-Zoll-Teleskop wurde wegen der schon damals störenden Lichtverschmutzung am Mount Wilson ein weiter entfernter Standort am Mount Palomar festgelegt.
Das Observatorium kann, abhängig von der Witterung, ganzjährig besucht werden.